# Tang Dan
Tang Dan (chinesisch 唐丹, Pinyin Táng Dān; * 11. September 1975 in Chengdu, China) ist eine chinesische Filmregisseurin.

## Leben
Tang absolvierte von 1991 bis 1998 ein Kunst- und Malereistudium an der Hochschule der Künste Sichuan. Während dieser Zeit war sie von 1997 bis 1998 als Austauschstudentin an der Kunsthochschule Kassel, von der sie auf Grund ihrer Leistungen ein Stipendium erhielt. Im Jahr 2000 ging Tang nach Wuppertal, um Kommunikationsdesign (Fachrichtung: Foto und Film) zu studieren. Nachdem sie 2001/2002 als Gaststudentin die Deutsche Film- und Fernsehakademie Berlin besucht hatte, bewarb sie sich 2003 mit Erfolg an der Hochschule für Film und Fernsehen „Konrad Wolf“ in Potsdam-Babelsberg. 2007 machte sie dort ihren Master-Abschluss im Fachbereich Filmregie.

## Filmografie
Regie
- 2005 Make Love in Heaven, Buch und Regie, 25:30 min[3][4][5]
- 2006 Guoguo de qiutian (Der Herbst für Guoguo)
- 2008 Dream Team
- 2009 Feathered Fan and Silken Ribbon, Buch und Regie[2][6]
- 2011 I Phone You
- 2012 Mi Mi Hua Yuan (The Secret Garden)